# Guerre de succession de Champagne
Pour les articles homonymes, voir Guerre de Succession.
 (mars 2020).
Si vous disposez d'ouvrages ou d'articles de référence ou si vous connaissez des sites web de qualité traitant du thème abordé ici, merci de compléter l'article en donnant les références utiles à sa vérifiabilité et en les liant à la section « Notes et références ».
La guerre de succession de Champagne est un conflit qui opposa au XIIIe siècle deux nobles champenois, partagea la noblesse champenoise et déborda sur les duchés frontaliers.

## L'origine du conflit
En 1190, le comte de Champagne Henri II quitta son comté pour partir en croisade avec ses deux oncles Philippe Auguste et Richard Cœur de Lion (sa mère était en effet fille de Louis VII de France et d'Aliénor d'Aquitaine, donc demi-sœur de Philippe par son père et de Richard par sa mère). Il fit jurer aux barons de Champagne de faire hommage à son frère Thibaut au cas où il mourrait pendant la croisade.
En Terre sainte, Henri fut couronné roi de Jérusalem et pour asseoir sa légitimité, épousa la reine Isabelle, veuve de Conrad de Montferrat son second mari — mais son premier mari, duquel elle avait été contrainte de se séparer, vivait toujours.
Henri II mourut en 1197, après avoir eu trois filles, et son frère devint le comte Thibaut III de Champagne. Ce dernier mourut en 1201, laissant sa veuve Blanche de Navarre enceinte d'un fils posthume, Thibaut IV.
Le 15 août 1213 ou 1214, Philippa de Champagne, la troisième fille d'Henri II, épousa un noble champenois vivant en Terre sainte, Érard de Brienne († août 1245/1246), seigneur de Ramerupt, cousin de Jean de Brienne, roi de Jérusalem. Le couple revendiqua le comté de Champagne.

## Le premier conflit
Érard et son épouse Philippa débarquèrent en France au début de l'année 1216. De passage au Puy-en-Velay, Érard fut arrêté par les agents du roi de France, mais parvint à s'échapper et se rendit en Champagne. Le duc de Lorraine Thiébaud Ier prit fait et cause pour lui. Il fut également soutenu par son beau-frère Miles VI, seigneur de Noyers, et son neveu André de Pougy, seigneur de Marolles-sur-Seine et de Saint-Valérien.
Blanche de Navarre mit le siège en avril 1216 devant Noyers, où Érard et ses partisans s'étaient retranchés. Érard accepta la trêve et s'en remit à l'arbitrage du roi de France. Celui-ci ordonna en octobre d'attendre la majorité de Thibaut IV pour faire valoir ses droits.
Mais la guerre reprit peu de temps après et les barons champenois, tous plus ou moins apparentés aux Brienne, abandonnèrent Blanche pour se rallier à Érard. Il fallut l'intervention de Philippe Auguste, du duc de Bourgogne Eudes III et de l'empereur Frédéric II, pour ramener la paix en Champagne. Frédéric II envahit le duché de Lorraine, prit et incendia Nancy en 1218, fit prisonnier le duc Thiébaud Ier de Lorraine et l'obligea à retirer son soutien à Érard de Brienne.
Érard renonça à la Champagne le 2 novembre 1221 et Philippa en avril 1222.

## Le second conflit
Alix de Champagne, la seconde fille d'Henri II, veuve d'Hugues Ier de Lusignan, roi de Chypre, n’avait pas renoncé à la Champagne. Elle se remaria en 1225 au prince Bohémond V d'Antioche, s'en sépara en 1227 pour des raisons de consanguinité et revendiqua à son tour la succession de la Champagne en 1231. Elle était soutenue par un nombre important de barons français qui l’avaient d’ailleurs appelée, plus ou moins en révolte contre Blanche de Castille et reprochant à Thibaut IV son soutien à la régente. Alix tarda à se mettre en route et n’arriva en France qu’au début de l’année 1233, ce qui nuisit fortement à ses projets, car les principaux barons du royaume avaient alors fait leur soumission au roi Louis IX. En septembre 1234, elle renonça à la Champagne moyennant la somme de quarante mille livres tournois et un domaine de deux mille livres tournois de revenus. Alix de Champagne retourna alors en Terre sainte.
| Henri II Plantagenêt (1133 † 1189) roi d'Angleterre | Henri II Plantagenêt (1133 † 1189) roi d'Angleterre | Henri II Plantagenêt (1133 † 1189) roi d'Angleterre | Henri II Plantagenêt (1133 † 1189) roi d'Angleterre | Henri II Plantagenêt (1133 † 1189) roi d'Angleterre | Henri II Plantagenêt (1133 † 1189) roi d'Angleterre |                                                     |                                                     |                                                     |                                                     |                                                            |                                                            | Aliénor d'Aquitaine (1124 † 1204) duchesse d'Aquitaine     | Aliénor d'Aquitaine (1124 † 1204) duchesse d'Aquitaine     | Aliénor d'Aquitaine (1124 † 1204) duchesse d'Aquitaine     | Aliénor d'Aquitaine (1124 † 1204) duchesse d'Aquitaine     | Aliénor d'Aquitaine (1124 † 1204) duchesse d'Aquitaine     | Aliénor d'Aquitaine (1124 † 1204) duchesse d'Aquitaine     |                                                              |                                                              |                                                              |                                                              |                                                              |                                                              | Louis VII (1120 † 1180) roi de France                      | Louis VII (1120 † 1180) roi de France                      | Louis VII (1120 † 1180) roi de France                      | Louis VII (1120 † 1180) roi de France                      | Louis VII (1120 † 1180) roi de France | Louis VII (1120 † 1180) roi de France |                                                 |                                                 |                                                 |                                                 |                                                 |                                                 | Adèle de Champagne (1140 † 1206)     | Adèle de Champagne (1140 † 1206)     | Adèle de Champagne (1140 † 1206)     | Adèle de Champagne (1140 † 1206)     | Adèle de Champagne (1140 † 1206)  | Adèle de Champagne (1140 † 1206)  |                                   |                                   |  |  |  |  |  |  |  |  |  |  |  |  |  |  |  |  |  |  |
| Henri II Plantagenêt (1133 † 1189) roi d'Angleterre | Henri II Plantagenêt (1133 † 1189) roi d'Angleterre | Henri II Plantagenêt (1133 † 1189) roi d'Angleterre | Henri II Plantagenêt (1133 † 1189) roi d'Angleterre | Henri II Plantagenêt (1133 † 1189) roi d'Angleterre | Henri II Plantagenêt (1133 † 1189) roi d'Angleterre |                                                     |                                                     |                                                     |                                                     |                                                            |                                                            | Aliénor d'Aquitaine (1124 † 1204) duchesse d'Aquitaine     | Aliénor d'Aquitaine (1124 † 1204) duchesse d'Aquitaine     | Aliénor d'Aquitaine (1124 † 1204) duchesse d'Aquitaine     | Aliénor d'Aquitaine (1124 † 1204) duchesse d'Aquitaine     | Aliénor d'Aquitaine (1124 † 1204) duchesse d'Aquitaine     | Aliénor d'Aquitaine (1124 † 1204) duchesse d'Aquitaine     |                                                              |                                                              |                                                              |                                                              |                                                              |                                                              | Louis VII (1120 † 1180) roi de France                      | Louis VII (1120 † 1180) roi de France                      | Louis VII (1120 † 1180) roi de France                      | Louis VII (1120 † 1180) roi de France                      | Louis VII (1120 † 1180) roi de France | Louis VII (1120 † 1180) roi de France |                                                 |                                                 |                                                 |                                                 |                                                 |                                                 | Adèle de Champagne (1140 † 1206)     | Adèle de Champagne (1140 † 1206)     | Adèle de Champagne (1140 † 1206)     | Adèle de Champagne (1140 † 1206)     | Adèle de Champagne (1140 † 1206)  | Adèle de Champagne (1140 † 1206)  |                                   |                                   |  |  |  |  |  |  |  |  |  |  |  |  |  |  |  |  |  |  |
|                                                     |                                                     |                                                     |                                                     |                                                     |                                                     |                                                     |                                                     |                                                     |                                                     |                                                            |                                                            |                                                            |                                                            |                                                            |                                                            |                                                            |                                                            |                                                              |                                                              |                                                              |                                                              |                                                              |                                                              |                                                            |                                                            |                                                            |                                                            |                                       |                                       |                                                 |                                                 |                                                 |                                                 |                                                 |                                                 |                                      |                                      |                                      |                                      |                                   |                                   |                                   |                                   |  |  |  |  |  |  |  |  |  |  |  |  |  |  |  |  |  |  |
|                                                     |                                                     |                                                     |                                                     |                                                     |                                                     | Richard Cœur de Lion (1157 † 1199) roi d'Angleterre | Richard Cœur de Lion (1157 † 1199) roi d'Angleterre | Richard Cœur de Lion (1157 † 1199) roi d'Angleterre | Richard Cœur de Lion (1157 † 1199) roi d'Angleterre | Richard Cœur de Lion (1157 † 1199) roi d'Angleterre        | Richard Cœur de Lion (1157 † 1199) roi d'Angleterre        |                                                            |                                                            |                                                            |                                                            |                                                            |                                                            | Marie de France (1145 † 1198) x Henri Ier comte de Champagne | Marie de France (1145 † 1198) x Henri Ier comte de Champagne | Marie de France (1145 † 1198) x Henri Ier comte de Champagne | Marie de France (1145 † 1198) x Henri Ier comte de Champagne | Marie de France (1145 † 1198) x Henri Ier comte de Champagne | Marie de France (1145 † 1198) x Henri Ier comte de Champagne |                                                            |                                                            |                                                            |                                                            |                                       |                                       | Philippe II Auguste (1165 † 1223) roi de France | Philippe II Auguste (1165 † 1223) roi de France | Philippe II Auguste (1165 † 1223) roi de France | Philippe II Auguste (1165 † 1223) roi de France | Philippe II Auguste (1165 † 1223) roi de France | Philippe II Auguste (1165 † 1223) roi de France |                                      |                                      |                                      |                                      |                                   |                                   |                                   |                                   |  |  |  |  |  |  |  |  |  |  |  |  |  |  |  |  |  |  |
|                                                     |                                                     |                                                     |                                                     |                                                     |                                                     | Richard Cœur de Lion (1157 † 1199) roi d'Angleterre | Richard Cœur de Lion (1157 † 1199) roi d'Angleterre | Richard Cœur de Lion (1157 † 1199) roi d'Angleterre | Richard Cœur de Lion (1157 † 1199) roi d'Angleterre | Richard Cœur de Lion (1157 † 1199) roi d'Angleterre        | Richard Cœur de Lion (1157 † 1199) roi d'Angleterre        |                                                            |                                                            |                                                            |                                                            |                                                            |                                                            | Marie de France (1145 † 1198) x Henri Ier comte de Champagne | Marie de France (1145 † 1198) x Henri Ier comte de Champagne | Marie de France (1145 † 1198) x Henri Ier comte de Champagne | Marie de France (1145 † 1198) x Henri Ier comte de Champagne | Marie de France (1145 † 1198) x Henri Ier comte de Champagne | Marie de France (1145 † 1198) x Henri Ier comte de Champagne |                                                            |                                                            |                                                            |                                                            |                                       |                                       | Philippe II Auguste (1165 † 1223) roi de France | Philippe II Auguste (1165 † 1223) roi de France | Philippe II Auguste (1165 † 1223) roi de France | Philippe II Auguste (1165 † 1223) roi de France | Philippe II Auguste (1165 † 1223) roi de France | Philippe II Auguste (1165 † 1223) roi de France |                                      |                                      |                                      |                                      |                                   |                                   |                                   |                                   |  |  |  |  |  |  |  |  |  |  |  |  |  |  |  |  |  |  |
|                                                     |                                                     |                                                     |                                                     |                                                     |                                                     |                                                     |                                                     |                                                     |                                                     |                                                            |                                                            |                                                            |                                                            |                                                            |                                                            |                                                            |                                                            |                                                              |                                                              |                                                              |                                                              |                                                              |                                                              |                                                            |                                                            |                                                            |                                                            |                                       |                                       |                                                 |                                                 |                                                 |                                                 |                                                 |                                                 |                                      |                                      |                                      |                                      |                                   |                                   |                                   |                                   |  |  |  |  |  |  |  |  |  |  |  |  |  |  |  |  |  |  |
|                                                     |                                                     |                                                     |                                                     |                                                     |                                                     |                                                     |                                                     |                                                     |                                                     | Henri II (1166 † 1197) comte de Champagne roi de Jérusalem | Henri II (1166 † 1197) comte de Champagne roi de Jérusalem | Henri II (1166 † 1197) comte de Champagne roi de Jérusalem | Henri II (1166 † 1197) comte de Champagne roi de Jérusalem | Henri II (1166 † 1197) comte de Champagne roi de Jérusalem | Henri II (1166 † 1197) comte de Champagne roi de Jérusalem |                                                            |                                                            |                                                              |                                                              |                                                              |                                                              | Thibaut III (1179 † 1201) comte de Champagne                 | Thibaut III (1179 † 1201) comte de Champagne                 | Thibaut III (1179 † 1201) comte de Champagne               | Thibaut III (1179 † 1201) comte de Champagne               | Thibaut III (1179 † 1201) comte de Champagne               | Thibaut III (1179 † 1201) comte de Champagne               |                                       |                                       | Louis VIII le Lion (1187 † 1226) roi de France  | Louis VIII le Lion (1187 † 1226) roi de France  | Louis VIII le Lion (1187 † 1226) roi de France  | Louis VIII le Lion (1187 † 1226) roi de France  | Louis VIII le Lion (1187 † 1226) roi de France  | Louis VIII le Lion (1187 † 1226) roi de France  |                                      |                                      | Blanche de Castille (1188 † 1252)    | Blanche de Castille (1188 † 1252)    | Blanche de Castille (1188 † 1252) | Blanche de Castille (1188 † 1252) | Blanche de Castille (1188 † 1252) | Blanche de Castille (1188 † 1252) |  |  |  |  |  |  |  |  |  |  |  |  |  |  |  |  |  |  |
|                                                     |                                                     |                                                     |                                                     |                                                     |                                                     |                                                     |                                                     |                                                     |                                                     | Henri II (1166 † 1197) comte de Champagne roi de Jérusalem | Henri II (1166 † 1197) comte de Champagne roi de Jérusalem | Henri II (1166 † 1197) comte de Champagne roi de Jérusalem | Henri II (1166 † 1197) comte de Champagne roi de Jérusalem | Henri II (1166 † 1197) comte de Champagne roi de Jérusalem | Henri II (1166 † 1197) comte de Champagne roi de Jérusalem |                                                            |                                                            |                                                              |                                                              |                                                              |                                                              | Thibaut III (1179 † 1201) comte de Champagne                 | Thibaut III (1179 † 1201) comte de Champagne                 | Thibaut III (1179 † 1201) comte de Champagne               | Thibaut III (1179 † 1201) comte de Champagne               | Thibaut III (1179 † 1201) comte de Champagne               | Thibaut III (1179 † 1201) comte de Champagne               |                                       |                                       | Louis VIII le Lion (1187 † 1226) roi de France  | Louis VIII le Lion (1187 † 1226) roi de France  | Louis VIII le Lion (1187 † 1226) roi de France  | Louis VIII le Lion (1187 † 1226) roi de France  | Louis VIII le Lion (1187 † 1226) roi de France  | Louis VIII le Lion (1187 † 1226) roi de France  |                                      |                                      | Blanche de Castille (1188 † 1252)    | Blanche de Castille (1188 † 1252)    | Blanche de Castille (1188 † 1252) | Blanche de Castille (1188 † 1252) | Blanche de Castille (1188 † 1252) | Blanche de Castille (1188 † 1252) |  |  |  |  |  |  |  |  |  |  |  |  |  |  |  |  |  |  |
|                                                     |                                                     |                                                     |                                                     |                                                     |                                                     |                                                     |                                                     |                                                     |                                                     |                                                            |                                                            |                                                            |                                                            |                                                            |                                                            |                                                            |                                                            |                                                              |                                                              |                                                              |                                                              |                                                              |                                                              |                                                            |                                                            |                                                            |                                                            |                                       |                                       |                                                 |                                                 |                                                 |                                                 |                                                 |                                                 |                                      |                                      |                                      |                                      |                                   |                                   |                                   |                                   |  |  |  |  |  |  |  |  |  |  |  |  |  |  |  |  |  |  |
|                                                     |                                                     |                                                     |                                                     |                                                     |                                                     |                                                     |                                                     |                                                     |                                                     |                                                            |                                                            |                                                            |                                                            |                                                            |                                                            |                                                            |                                                            |                                                              |                                                              |                                                              |                                                              |                                                              |                                                              |                                                            |                                                            |                                                            |                                                            |                                       |                                       |                                                 |                                                 |                                                 |                                                 |                                                 |                                                 |                                      |                                      |                                      |                                      |                                   |                                   |                                   |                                   |  |  |  |  |  |  |  |  |  |  |  |  |  |  |  |  |  |  |
|                                                     |                                                     |                                                     |                                                     |                                                     |                                                     | Alix de Champagne († 1247)                          | Alix de Champagne († 1247)                          | Alix de Champagne († 1247)                          | Alix de Champagne († 1247)                          | Alix de Champagne († 1247)                                 | Alix de Champagne († 1247)                                 |                                                            |                                                            | Philippa de Champagne († 1250) x Érard de Brienne († 1246) | Philippa de Champagne († 1250) x Érard de Brienne († 1246) | Philippa de Champagne († 1250) x Érard de Brienne († 1246) | Philippa de Champagne († 1250) x Érard de Brienne († 1246) | Philippa de Champagne († 1250) x Érard de Brienne († 1246)   | Philippa de Champagne († 1250) x Érard de Brienne († 1246)   |                                                              |                                                              | Thibaut IV (1201 † 1253) comte de Champagne roi de Navarre   | Thibaut IV (1201 † 1253) comte de Champagne roi de Navarre   | Thibaut IV (1201 † 1253) comte de Champagne roi de Navarre | Thibaut IV (1201 † 1253) comte de Champagne roi de Navarre | Thibaut IV (1201 † 1253) comte de Champagne roi de Navarre | Thibaut IV (1201 † 1253) comte de Champagne roi de Navarre |                                       |                                       |                                                 |                                                 |                                                 |                                                 | Louis IX (1214 † 1270) roi de France            | Louis IX (1214 † 1270) roi de France            | Louis IX (1214 † 1270) roi de France | Louis IX (1214 † 1270) roi de France | Louis IX (1214 † 1270) roi de France | Louis IX (1214 † 1270) roi de France |                                   |                                   |                                   |                                   |  |  |  |  |  |  |  |  |  |  |  |  |  |  |  |  |  |  |